# Ana Ruiz Hernández
Ana Ruiz Hernández (Sevilla, 28 de febrero de 1854 - Cotlliure, 25 de febrero de 1939) fue una mujer sevillana. Murió en el exilio junto a su hijo Antonio Machado Ruiz, a los pocos días de atravesar la frontera francesa huyendo de la represión franquista, durante la guerra civil española. 

## Biografía
Nació en Triana,  barrio popular de Sevilla, en una familia acomodada. Hija de Rafael Ruiz Pérez, originario de Soria e Isabel Hernández García, de Totana, que regentaban una confitería. Ana Ruiz, rubia y con ojos azules, tenía 19 años cuando en mayo de 1873 contrajo matrimonio civil con Antonio Machado Álvarez, apodado Demófilo, escritor, antropólogo y especialista en el estudio y divulgación de la cultura del flamenco. Se instalaron en el barrio de la Magdalena, y a los 15 meses nació su hijo Manuel. Más tarde se mudaron al Palacio de las  Dueñas, que sus propietarios, los duques de Alba, rentabilizaban alquilándolo a varias familias. Antonio ordenó en seguida la vasta biblioteca de los aristócratas. En 1875 nació su segundo hijo Antonio. Tuvo ocho hijos, de los que sobrevivieron, además de Manuel y Antonio, José (1879), Joaquín (1881) y Francisco (1884).
La economía familiar no era buena y convivían con los padres del marido, la pintora y escritora  Elena Cipriana Álvarez Durán y Antonio Machado Núñez, antropólogo, zoólogo, médico y político liberal de ideas republicanas, que en 1883 fue trasladado a la cátedra de Ciencias naturales de la Universidad de Madrid. Para Ana, dejar Sevilla fue traumático. Su único consuelo fue la posibilidad de que los hijos se educaran en la Institución Libre de Enseñanza, que contaba con insignes profesores como Giner de los Ríos, Manuel Bartolomé Cossío, Salmerón. En Madrid nació su última hija, Cipriana.
El marido de Ana Ruiz, Antonio pese a la publicación de sus trabajos y el reconocimiento a su talla intelectual, no logró estabilidad económica y se vio obligado a aceptar una plaza de registrador en la colonia de Puerto Rico, donde enfermó gravemente. Volvió a los cinco meses para morir en Sevilla el 4 de febrero de 1893, dejando a Ana, viuda a los 38 años con seis hijos pequeños. Dos años más tarde, moría el abuelo Antonio Machado Núñez, y poco después su hija Ciprianita, enferma de tuberculosis.
Las pérdidas familiares y el progresivo empobrecimiento, llenaron de tristeza a Ana pese a sentirse compensada por el talento de sus hijos, sobre todo de Antonio, al que se sentía muy cercana, y más después de la muerte de su joven esposa Leonor Izquierdo, víctima de la tuberculosis, en 1912, a la edad de 18 años.
Incapaz de superar su dolor, Antonio Machado abandonó Soria y marchó a Baeza, Jaén, donde obtuvo la cátedra de lengua francesa en el Instituto General Técnico. Su madre Ana, residió con él los 17 años que su hijo residió en esa localidad jienense. En 1919 se trasladó a Segovia, también como titular de la cátedra de francés, y durante años de vicerrector. En 1931 fue de los primeros en izar la bandera republicana en el balcón del Ayuntamiento. En 1932 acudieron a Madrid, donde el hijo tomó posesión de la plaza de profesor del instituto Calderón de la Barca. Ana convivió allí con Antonio, su otro hijo José, la esposa de este Matea Monedero y sus tres hijas, Eulalia, Carmen y Mari.
El golpe de Estado de 1936 y el estallido de la guerra civil les sorprendió en Madrid y resistieron hasta noviembre, cuando León Felipe y Rafael Alberti les advirtieron del grave peligro que corrían y les conminaron a irse de la capital Toda la familia marchó a Valencia, menos Manuel, que estaba en Burgos donde se había trasladado con su mujer poco antes del 18 de julio. 
En medio de flores y naranjos, con un clima cálido, parecido al de Sevilla, la maltrecha salud de Ana Ruiz se rehízo un poco, pero a primeros de marzo de 1938 se acercaron las tropas franquistas y fueron trasladados a Barcelona, primero en el hotel Majestic y después en la Torre Castaño del Paseo de Sant Gervasi. 
A finales de enero de 1939, la guerra estaba prácticamente perdida y hubo una retirada masiva de republicanos hacia la frontera. La familia fue evacuada en unas condiciones dramáticas, el viaje duró varios días, con cambios de vehículo, sin casi comida, frío intenso y lluvia, entre ametrallamientos y bombardeos. Tuvieron que abandonar los equipajes y llegaron a pie a la frontera. Fueron reconocidos por el escritor Corpus Barga y pasaron la noche en un vagón de tren en la estación de Cerbère en Francia. Ana, agotada, preguntó si «falta mucho por Sevilla». Llegaron a Colliure y se alojaron en el hotel Bougnol Quintana. El cónsul español de Perpiñán propuso trasladarlos a París, y el secretario de la embajada les envió dinero, pero Antonio Machado ya no tenía fuerzas y dijo que quería quedarse cerca del mar. Murió de neumonía el 22 de febrero de 1939. Tres días después murió Ana. 
Ambos comparten la tumba en el cementerio de Collioure. 

## Reconocimientos
En 2024 la exposición Las mujeres Machado. Centralidad y discreción, en Sevilla, puso en valor la influencia de los principales referentes femeninos de la familia Machado, entre ellas su Ana Ruiz, madre de Manuel y Antonio Machado. También, la abuela de ambos y suegra de Ana,  Elena Cipriana Álvarez Durán; y Leonor Izquierdo, Eulalia Cáceres Sierra y Matea Monedero Calvo,  las esposas de sus hijos, Antonio, Manuel y  José Machado Ruiz, respectivamente. 
Comisariada por Antonio Rodríguez Almodóvar, incluyó cartas, libros de memorias, manuscritos y fotografías de los fondos machadianos de la Fundación Unicaja, organizadora de la muestra. 